# Ліно Енеа Спілімберго
Лі́но Ене́а ́Спілімбе́рго (ісп. Lino Enea Spilimbergo; нар. 12 серпня 1886, Буенос-Айрес — пом. 16 березня 1964, Ункільйо) — аргентинський живописець і графік.

## Біографія
Народився 12 серпня 1886 року в місті Буенос-Айресі (Аргентина). Навчався в Національній академії художніх мистецтв в Буенос-Айресі, а у 1925—1928 роках в Парижі і Лондоні. З 1935 року — професор Національної академії художніх мистецтв. У 1948—1952 роках керував Вищим інститутом мистецтв Національного університету Тукуману.
Помер в Ункільйо 16 березня 1964 року.

## Творчість
Багато працював в галузі монументального живопису. Автор розписів в Галеріас Пасіфікос в Буенос-Айресі (1946), графічних робіт (гравюри, літографії). Серед робіт:
- «Голова дитини» (1917);
- серія «Жінки на відпочинку» (1921—1925);
- «Пейзаж Сан-Себастіано-Куроне» (1928);
- «Пейзаж Сан-Хуана» (1929);
- «Пастух», «Терраси» (1930—1931);
- «Натюрморт» (1933);
- «Фігура» (1934, Національний музей образотворчого мистецтва);
- «Фігури» (1936).